# Альфред Роллер
Альфред Роллер (нім. Alfred Roller; 2 жовтня 1864, Брно — 21 червня 1935, Відень) — австрійський художник, ілюстратор, театральний декоратор, сценограф, дизайнер, графік і педагог. Один із основоположників модерну в австрійському живописі.

## Біографія
Альфред Роллер вивчав архітектуру та живопис у Віденській академії образотворчих мистецтв, був учнем Християна Гріпенкерля та Едуарда Пейтнера фон Ліхтенфельса.
1897 року разом із Густавом Клімтом, Йозефом Ольбріхом, Коломаном Мозером, Йозефом Хофманом став одним із засновників, а з 1902 — президентом групи художників Австрії — Віденська сецесія. З 1899 був професором за класом малюнка Віденської художньо-промислової школи (Kunstgewerbeschule), а потім став її директором.
У 1903 році композитор і диригент Густав Малер запросив Роллера у Віденську Придвору оперу на посаду головного художника, що виявилася вакантною після відходу Генріха Лефлера. Його робота з Малер принесла революційні зміни в оперний театр.
Невдовзі після відходу Малера Роллер залишив Придворну оперу; з 1909 року був директором Віденської художньо-промислової школи. У 1911 році він повернувся до роботи в театрі, оформляв спектаклі в Дрездені та на Зальцбурзькому фестивалі, останніми роками знову працював у Віденській опері.

## Творчість
На початку своєї творчої кар'єри Роллер активно займався в галузі графічного дизайну та графіки. Створив численні обкладинки та віньєтки для періодичних видань, а також плакати до четвертої, чотирнадцятої та шістнадцятої виставок Сецесіону. Він також спроектував макет самих виставок та був їх учасником.
Разом з іншими митцями-модерністами створив журнал «Ver Sacrum», який займався широким поширенням їхніх ідей.
Автор цілого ряду плакатів, екслібрисів, ілюстрацій та картин. Розробив оригінальний сецесійний шрифт.

## Галерея

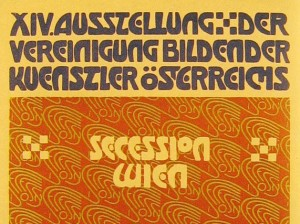
Сецесіон-шрифт. Автор — Альфред Роллер
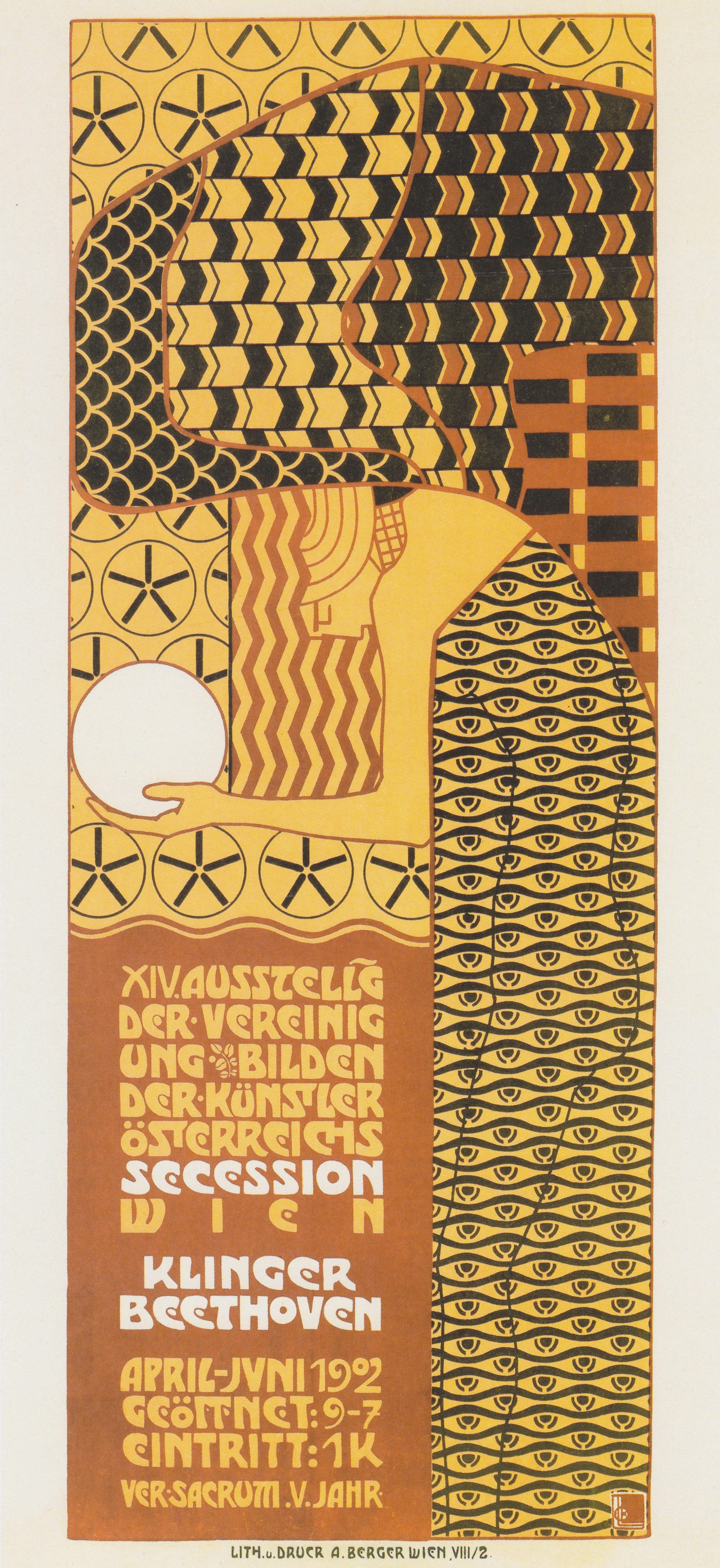
Плакат. 1902
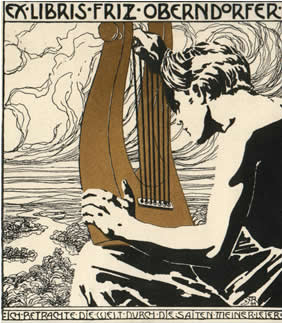
Екслібріс
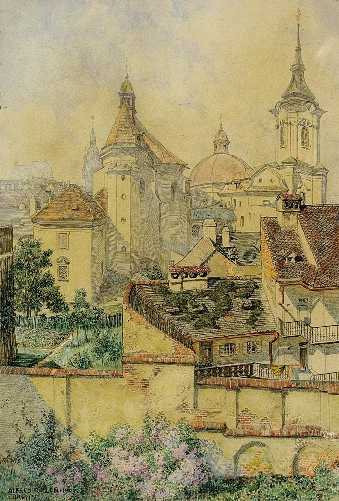
Брно. 1907